# インマディ・ナラシンハ・ラーヤ
インマディ・ナラシンハ・ラーヤ（Immadi Narasimha Raya, 生年不詳 - 1505年）は、南インドのヴィジャヤナガル王国、サールヴァ朝の君主（在位：1491年 - 1505年）。ナラシンハ2世（Narasimha II）、ダンマ・ティンマ・ラーヤ（Dhamma Thimma Raya）とも呼ばれる。

## 生涯
1491年、兄王ティンマ・ブーパーラが殺害されたため、その弟であるインマディ・ナラシンハ・ラーヤが王位を継承した。だが、彼もまた幼少であり、その実権は父サールヴァ・ナラシンハ・デーヴァ・ラーヤの代からの権臣であり摂政トゥルヴァ・ナラサー・ナーヤカに握られていた。
トゥルヴァ・ナラサー・ナーヤカは強大な権力者であったが王位を簒奪することなく、王国の領土回復に努め、1503年に死亡した。
1505年、インマディ・ナラシンハ・ラーヤはトゥルヴァ・ナラサー・ナーヤカの息子ヴィーラ・ナラシンハ・ラーヤに殺害された。彼の死をもってサールヴァ朝は滅亡し、新たにトゥルヴァ朝が成立した。